# Маєток живих мерців
«Маєток живих мерців» (ісп. La mansión de los muertos vivientes, англ. Mansion of the Living Dead) — еротичний фільм жахів 1982 року, написаний і знятий Хесусом Франко, заснований на його власному романі (якого ніколи не існувало). У ньому грає найчастіше використовувана акторка Франко, Ліна Ромей, яку тут називають Кенді Костер. Франко також змонтував фільм і озвучив актора Альбіно Граціані. Макіяж монахів-зомбі був надзвичайно бюджетним і складався здебільшого з висушеної піни для гоління, натертої на обличчях акторів.

## Сюжет
Кілька офіціанток приїжджають до майже покинутого курортного готелю поза сезоном і виявляють, що давно померлі ченці місцевого колишнього монастиря повернулися в образі зомбі. Одну за одною дивна сила виманює жінок з готелю до крипти під монастирем, де зомбі-монахи піддають їх сексуальному насильству і жорстоко вбивають, і все це відбувається під моторошну музику, дзвін дзвону і сумний шум вітру, що гуляє навколо монастиря.

## Акторський склад
- Кенді Костер — Кенді
- Мейбл Ескано — Мейбл
- Антоніо Маянс — Карло Савонарола (в титрах Роберт Фостер)
- Єва Леон — Олівія
- Альбіно Граціані — Марлено
- Марі Кармен Ньєто — Леа (в титрах Меймі Каплан)
- Еліза Вела — Кеті (в титрах Жасміна Белл)

## Звільнення
31 жовтня 2006 року Severin Films випустила фільм на DVD.

## ІВідгуки
Ієн Джейн з DVD Talk оцінив його в 3,5/5 зірок і написав: «„Маєток живих мерців“, який більше схожий на мистецьку еротичну гру, ніж на фільм жахів, все одно повинен привабити тих, хто цінує низькобюджетний шарм еротичних фільмів Франко та кому подобається дивні штрихи, які можна знайти в багатьох його роботах». Роб Лінебергер з DVD Verdict написав, що фільм складається здебільшого з нудних сцен, де актриси ходять по знімальному майданчику.
Пишучи в «Енциклопедії фільмів про зомбі», академік Пітер Дендл сказав: «Однак фільм позначений тривожною ворожістю до жінок: вони є сексуальними об'єктами від початку і до кінця, і вуайєристичний імпульс здавався б менш образливим, якби не супроводжувався безсоромним мізогіністичним насильством». Дендл назвав зомбі, зображених у фільмі, «серед ідеологічних та естетичних недоліків виду».